# Кёртис, Дэн (политик)
Дэн Кёртис (англ. Dan Curtis; род. 1966, Уайтхорс) — канадский государственный и политический деятель. В 2012 году избран мэром Уайтхорса территории Юкон на муниципальных выборах.

## Биография
На выборах 2011 года баллотировался в Законодательное собрание Юкона по Ривердейл-Саут от Либеральной партии Юкона, но занял третье место, а победу одержал Ян Стик из Новой демократической партии Юкона. В 2017 году в интернете стало популярным видео, на котором он надевает тюрбан вместе с местным музыкантом Гурдипом Пандхером.
Взял отпуск в мэрии в 2021 году, чтобы баллотироваться в качестве кандидата Либеральной партии Юкона от района Уайтхорс-Центр на всеобщих выборах в Законодательное собрание Юкона, но потерпел поражение от Эмили Треджер из Новой демократической партии Юкона.